# Carl Boræn
Carl Boræn, tidigare Duræus, född 12 juni 1720 i Linköpings församling, Östergötlands län, död 2 juli 1783 i Hjorteds församling, Kalmar län, var en svensk präst.

## Biografi
Carl Boræn föddes 1720 i Linköping. Han var son till director musicus Erik Duræus och Elisabeth Askebom. Efter Duræus död gifte Askebom om sig med kyrkoherden Magnus Boræn i Misterhults församling, vilken Carl tog sitt efternamn ifrån. Boræn blev 1738 student vid Uppsala universitet och avlade 1755 magisterexamen. Han blev 1757 kollega vid Linköpings trivialskola, 1760 gymnasieadjunkt vid katedralskolan, Linköping och 1762 konrektor vid Linköpings trivialskola. Boræn prästvigdes 25 mars 1763 och blev 1768 rektor vid Linköpings trivialskola. Han blev 26 september 1772 lektor i grekiska vid Katedralskolan och blev 30 mars 1774 kyrkoherde i Hjorteds församling. Den 3 juni 1774 utnämndes han till prost och avled 1783 i Hjorteds socken.

### Familj
Boræn gifte sig 13 maj 1766 med Christina Elisabeth Drangel (1740–1777), dotter till kyrkoherden i Tuna församling. De fick tillsammans barnen Magnus Daniel Boræn (född 1767), hovrättsnotarien Erik Boræn (född 1768), kaptenen Samuel Boræn (1772–1818) vid Kalmar regemente och Susanna Boræn (1777–1862) som var gift med hovrättsnotarien Per Rundeberg.